# Église Saint-Jean de Lurais
Pour les articles homonymes, voir Église Saint-Jean et Saint Jean.
L'église Saint-Jean de Lurais est une église catholique française. Elle est située sur le territoire de la commune de Lurais, dans le département de l'Indre, en région Centre-Val de Loire.

## Situation
L'église se trouve dans la commune de Lurais, à l'ouest du département de l'Indre, en région Centre-Val de Loire. Elle est située dans la région naturelle du Blancois. L'église dépend de l'archidiocèse de Bourges, du doyenné du Val de Creuse et de la paroisse de Tournon-Saint-Martin.

## Histoire
L'église fut construite entre le XIIe siècle et le XVIIe siècle. L'édifice est inscrit au titre des monuments historiques, le 11 mars 1987.

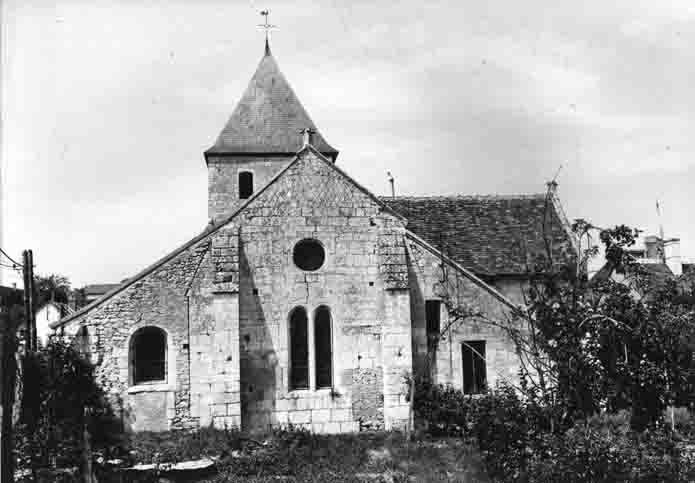
L'église vue du chevet.

## Galerie de photographies

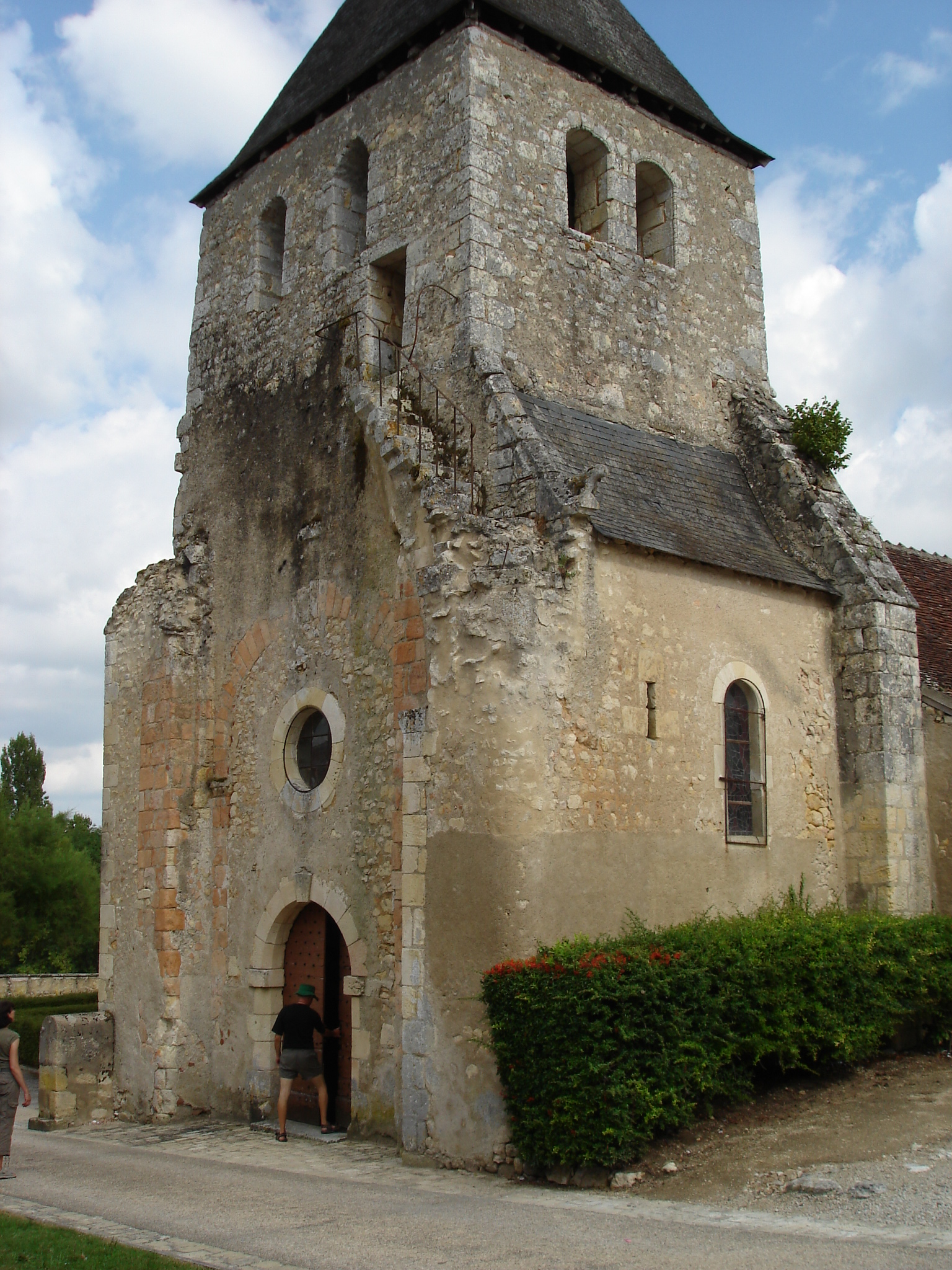
Le clocher, en 2011.
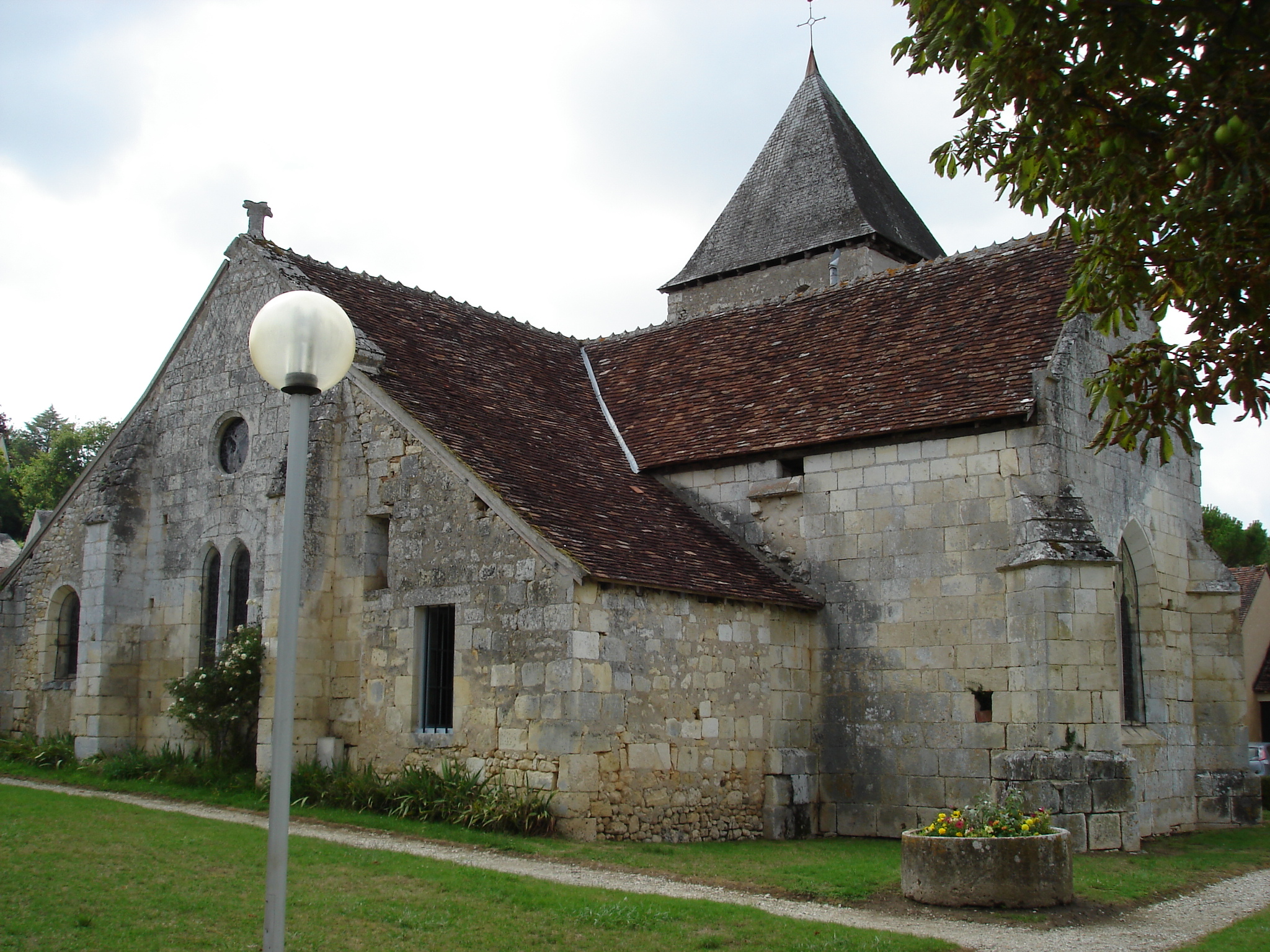
L'église Saint-Jean, en 2011.
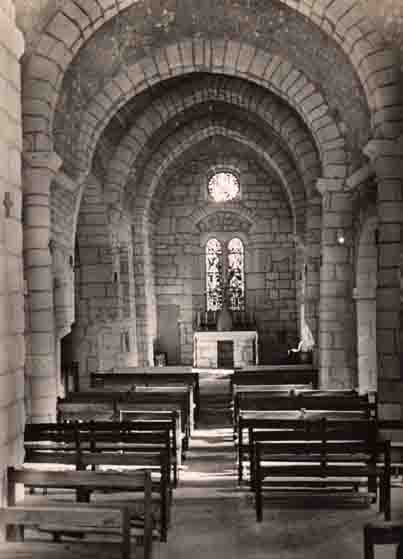
La nef.